# Ямато (Кумамото)

32°41′6″ пн. ш. 130°59′24″ сх. д. / 32.68500° пн. ш. 130.99000° сх. д.
Ямато (яп. 山都町) — містечко в Японії, в повіті Камімасікі префектури Кумамото.